# Colmar
Colmar (tiếng Pháp: Colmar, phát âm [kɔlmaʁ]) là tỉnh lỵ của tỉnh Haut-Rhin, thuộc vùng Grand Est của nước Pháp, có dân số là 65.136 người (thời điểm 1999). Colmar là thành phố lớn thứ ba của vùng Alsace, sau Strasbourg và Mulhouse.

## Khí hậu
| Dữ liệu khí hậu của Colmar (1981–2010)                    | Dữ liệu khí hậu của Colmar (1981–2010) | Dữ liệu khí hậu của Colmar (1981–2010) | Dữ liệu khí hậu của Colmar (1981–2010) | Dữ liệu khí hậu của Colmar (1981–2010) | Dữ liệu khí hậu của Colmar (1981–2010) | Dữ liệu khí hậu của Colmar (1981–2010) | Dữ liệu khí hậu của Colmar (1981–2010) | Dữ liệu khí hậu của Colmar (1981–2010) | Dữ liệu khí hậu của Colmar (1981–2010) | Dữ liệu khí hậu của Colmar (1981–2010) | Dữ liệu khí hậu của Colmar (1981–2010) | Dữ liệu khí hậu của Colmar (1981–2010) | Dữ liệu khí hậu của Colmar (1981–2010) |
| Tháng                                                     | 1                                      | 2                                      | 3                                      | 4                                      | 5                                      | 6                                      | 7                                      | 8                                      | 9                                      | 10                                     | 11                                     | 12                                     | Năm                                    |
| --------------------------------------------------------- | -------------------------------------- | -------------------------------------- | -------------------------------------- | -------------------------------------- | -------------------------------------- | -------------------------------------- | -------------------------------------- | -------------------------------------- | -------------------------------------- | -------------------------------------- | -------------------------------------- | -------------------------------------- | -------------------------------------- |
| Cao kỉ lục °C (°F)                                        | 18.5 (65.3)                            | 21.8 (71.2)                            | 25.5 (77.9)                            | 29.6 (85.3)                            | 34.7 (94.5)                            | 37.5 (99.5)                            | 38.7 (101.7)                           | 40.9 (105.6)                           | 33.6 (92.5)                            | 30.7 (87.3)                            | 24.0 (75.2)                            | 20.3 (68.5)                            | 40.9 (105.6)                           |
| Trung bình ngày tối đa °C (°F)                            | 4.8 (40.6)                             | 6.8 (44.2)                             | 11.9 (53.4)                            | 16.0 (60.8)                            | 20.4 (68.7)                            | 23.7 (74.7)                            | 26.1 (79.0)                            | 25.8 (78.4)                            | 21.4 (70.5)                            | 15.8 (60.4)                            | 9.2 (48.6)                             | 5.5 (41.9)                             | 15.7 (60.3)                            |
| Tối thiểu trung bình ngày °C (°F)                         | −1.4 (29.5)                            | −1.2 (29.8)                            | 2.0 (35.6)                             | 4.8 (40.6)                             | 9.3 (48.7)                             | 12.3 (54.1)                            | 14.2 (57.6)                            | 13.7 (56.7)                            | 10.2 (50.4)                            | 6.8 (44.2)                             | 2.2 (36.0)                             | −0.2 (31.6)                            | 6.1 (43.0)                             |
| Thấp kỉ lục °C (°F)                                       | −22.0 (−7.6)                           | −21.2 (−6.2)                           | −16.0 (3.2)                            | −7.3 (18.9)                            | −3.1 (26.4)                            | 2.1 (35.8)                             | 4.0 (39.2)                             | 3.2 (37.8)                             | −1.0 (30.2)                            | −7.6 (18.3)                            | −13.1 (8.4)                            | −19.0 (−2.2)                           | −22.0 (−7.6)                           |
| Lượng Giáng thủy trung bình mm (inches)                   | 31.7 (1.25)                            | 28.8 (1.13)                            | 37.4 (1.47)                            | 44.7 (1.76)                            | 74.2 (2.92)                            | 64.2 (2.53)                            | 66.8 (2.63)                            | 57.0 (2.24)                            | 57.8 (2.28)                            | 56.9 (2.24)                            | 40.1 (1.58)                            | 47.7 (1.88)                            | 607.3 (23.91)                          |
| Số ngày giáng thủy trung bình (≥ 1 mm)                    | 7.1                                    | 7.0                                    | 8.5                                    | 8.9                                    | 11.2                                   | 9.6                                    | 9.4                                    | 9.1                                    | 7.9                                    | 9.3                                    | 7.3                                    | 8.5                                    | 103.9                                  |
| Số ngày tuyết rơi trung bình                              | 7.0                                    | 6.2                                    | 3.6                                    | 1.1                                    | 0.0                                    | 0.0                                    | 0.0                                    | 0.0                                    | 0.0                                    | 0.0                                    | 2.7                                    | 5.1                                    | 25.7                                   |
| Độ ẩm tương đối trung bình (%)                            | 87                                     | 82                                     | 76                                     | 74                                     | 75                                     | 72                                     | 69                                     | 72                                     | 76                                     | 83                                     | 87                                     | 88                                     | 78.4                                   |
| Số giờ nắng trung bình tháng                              | 71.8                                   | 97.0                                   | 144.7                                  | 180.2                                  | 201.5                                  | 225.5                                  | 239.2                                  | 223.6                                  | 170.7                                  | 116.9                                  | 70.5                                   | 57.5                                   | 1.799                                  |
| Nguồn 1: Météo France                                     |                                        |                                        |                                        |                                        |                                        |                                        |                                        |                                        |                                        |                                        |                                        |                                        |                                        |
| Nguồn 2: Infoclimat.fr (độ ẩm, ngày tuyết rơi, 1961–1990) |                                        |                                        |                                        |                                        |                                        |                                        |                                        |                                        |                                        |                                        |                                        |                                        |                                        |

## Thông tin nhân khẩu
| 1962   | 1968   | 1975   | 1982   | 1990   | 1999   |
| ------ | ------ | ------ | ------ | ------ | ------ |
| 52 316 | 59 506 | 64 771 | 62 483 | 63 498 | 65 136 |

## Các thành phố kết nghĩa
- Abingdon (Vương quốc Liên hiệp Anh và Bắc Ireland)
- Eisenstadt (Áo)
- Győr (Hungary)
- Lucca (Ý)
- Princeton (New Jersey, Hoa Kỳ)
- Schongau (Đức)
- Sint-Niklaas (Bỉ).

## Những người con của thành phố
- Martin Schongauer (khoảng 1450 - 1491) họa sĩ
- Jörg Wickram (sinh 1505), nhà văn
- Frédéric Auguste Bartholdi (2 tháng 4 năm 1834 - 4 tháng 10 năm 1904) là một nhà điêu khắc. Tác phẩm nổi tiếng nhất của ông là bức Tượng Nữ thần Tự do tại New York.
- Auguste Nefftzer, nhà báo
- Jean Rapp, tướng và là bá tước
- Jean-Jacques Waltz (1873 - 1951), vẽ tranh châm biếm
- Guy Roux, thần tượng huấn luyện viên bóng đá của Pháp
- Sophie Wolf, nữ ca sĩ
- Amaury Bischoff, vận động viên bóng đá

## Địa điểm tham quan
- Viện bảo tàng Unterlinden (Musée d'Unterlinden) với nhiều tác phẩm của Martin Schongauer.
- Nhà thờ Martin của Tours